# Mount Lemmon Survey
Mount Lemmon Survey – program astronomiczny będący częścią Catalina Sky Survey, mający za zadanie odnajdowanie i katalogowanie obiektów bliskich Ziemi. Do przeprowadzania obserwacji używany jest 150-centymetrowy f/2 teleskop znajdujący się w Mount Lemmon Observatory. W ramach tego przeglądu nieba w latach 2004–2014 odkryto 46 718 planetoid, co klasyfikuje go na trzecim miejscu pod względem liczby odkrytych planetoid.